# (33623) Kyraseevers
(33623) Kyraseevers est un astéroïde de la ceinture principale.

## Description
(33623) Kyraseevers est un astéroïde de la ceinture principale. Il fut découvert le 12 mai 1999 à Socorro (Nouveau-Mexique) par le projet LINEAR. Il présente une orbite caractérisée par un demi-grand axe de 2,35 UA, une excentricité de 0,15 et une inclinaison de 3,0° par rapport à l'écliptique.